# Cson Dzsihjon
Cson Dzsihjon (hangul: 전지현, handzsa: 全智賢, RR: Jeon Ji-hyeon; gyakori transzliterációval: Jun Ji-hyun, angolosított művésznevén Gianna Jun; 1981. október 30.–) dél-koreai színésznő, ismertebb filmjei és sorozatai közé tartozik a Szélvészkisasszony (My Sassy Girl), A szerelem kísértete (Windstruck), a Tolvajok , A Berlin-akta, A bérgyilkosság és a My Love from the Star.

## Pályafutása
Pályafutását reklámokban és televíziós sorozatokban kezdte. 1999-ben forgatta első filmjét, a White Valentine-t, egy évvel később azonban egy reklám hozta meg számára az ismertséget, mely a fiatalok számára ikonná tette Cson (Jeon)t. Első sikeresebb filmje az Il Mare volt, melyet később Hollywood is feldolgozott Ház a tónál címmel. Az igazi nagy sikert azonban a Szélvészkisasszony (My Sassy Girl) hozta meg a színésznő számára, mely nem csak Koreában, de külföldön is népszerű volt, Hongkongban például két hétig vezette a boxoffice-listát. Ezt követően a kritikai sikert aratott, de kevés nézőszámot felvonultató The Uninvited című thrillerben játszott, majd 2004-ben A szerelem kísértete (Windstruck) című filmben, mely Japánban nagy sikert aratott.
2006-ban bejelentették, hogy Cson (Jeon) nemzetközi alkotásban kapott szerepet, a Vér: Az utolsó vámpír című filmben, melyre több hónapig készült. A film 2009-es bemutatója előtt vette fel a Gianna Jun művésznevet. Az A Man Who Was Superman című filmhez Cson (Jeon) levágatta jellegzetes hosszú haját.
2010-ben Li Pingping (Li Bing-bing) kínai színésznő oldalán volt látható a Snow Flower and the Secret Fan című filmben. Ebben az évben a színésznő az amerikai Vogue címlapján szerepelt, első koreai színésznőként. Fényképeit Annie Leibovitz készítette. 2012-ben a Tolvajok című kasszasikerben szerepelt, 2013-ban pedig észak-koreai kémet alakított A Berlin-akta című akciófilmben. Ugyanebben az évben 14 év kihagyás után visszatért a televízió képernyőjére a My Love from the Star című sorozatban, melyben egy hisztérika színésznőt alakított, aki beleszeret egy 400 éves földönkívüli férfiba. A sorozat számos rekordot megdöntött, Kínában olyan népszerű lett, hogy a kínai nemzetgyűlés is tárgyalta az ügyét; a sorozat fellendítette a kereskedelmet és a turizmust is.
2015-ben A bérgyilkosság című filmben egy mesterlövészt alakított, aki a japán elnyomás alatt lévő Korea felszabadításáért harcol.

## Magánélete

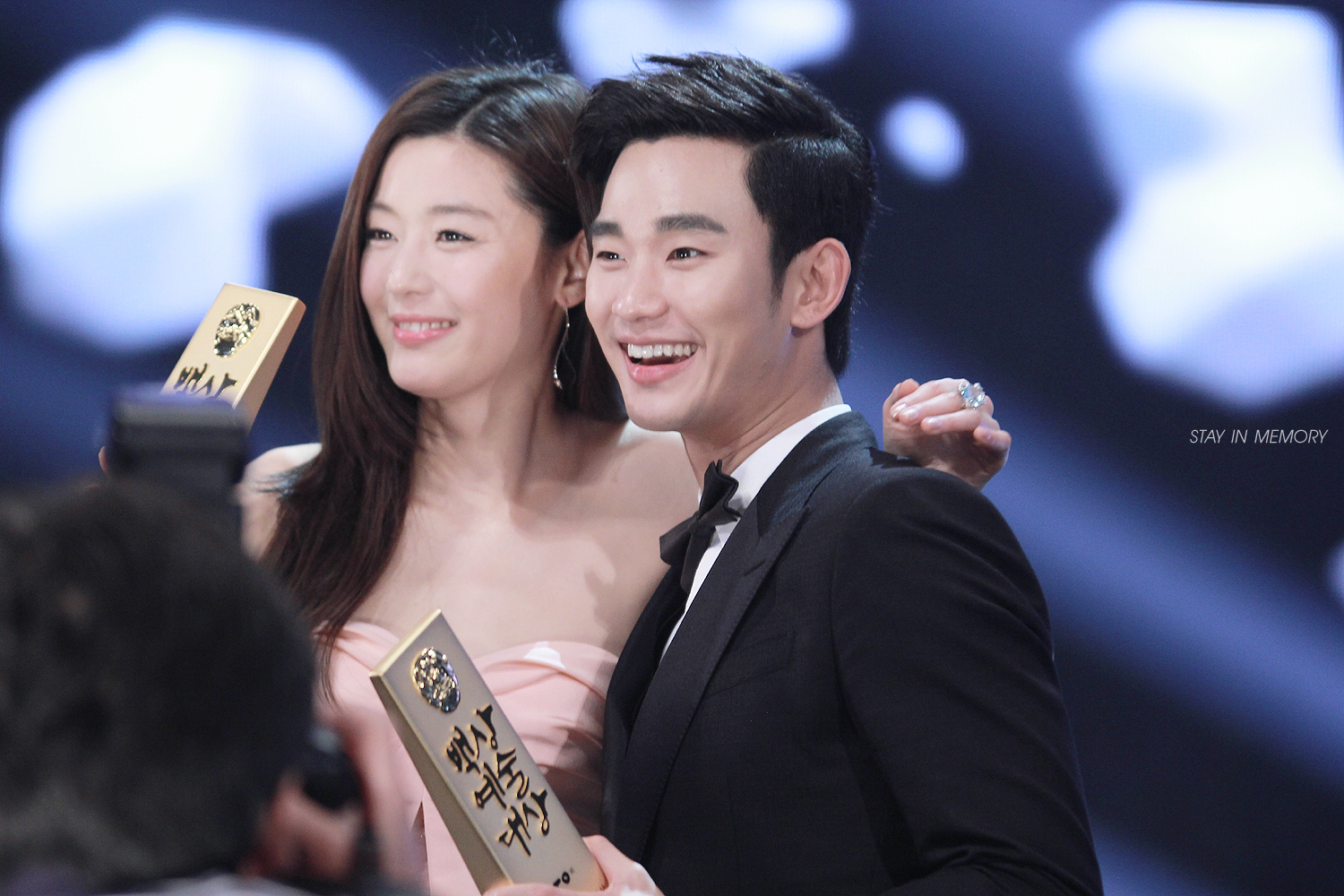
Cson Dzsihjon (Jeon Ji-hyeon) és Kim Szuhjon (Kim Su-hyeon) 2014-ben a Paeksang Arts Awardson a My Love from the Star-ért átvett díjaikkal

2012-ben ment feleségül Cshö Dzsunhjok (최준혁, Choi Jun-hyeok) üzletmeberhez, 2016 februárjában fiúgyermekük született.

## Filmográfia

### Filmek
| Év   | Cím                            | Szerep                          |
| ---- | ------------------------------ | ------------------------------- |
| 1999 | White Valentine                | Csongmin (Jeong-min)            |
| 2000 | Il Mare                        | Undzsu (Eun-ju)                 |
| 2001 | Szélvészkisasszony             | a lány                          |
| 2003 | The Uninvited                  | Jon (Yeon)                      |
| 2004 | A szerelem kísértete           | Jo Gjongdzsin (Yeo Gyeong-jin)  |
| 2006 | Daisy                          | Hye-young                       |
| 2008 | A Man Who Was Superman         | Song Soo-jung                   |
| 2009 | Vér: Az utolsó vámpír          | Otonasi Szaja                   |
| 2011 | Snow Flower and the Secret Fan | Sophia/Snow Flower              |
| 2012 | Tolvajok                       | Yenicall                        |
| 2013 | A Berlin-akta                  | Rjon Dzsonghi (Ryeon Jeong-hui) |
| 2015 | A bérgyilkosság                | An Ogjon (Ahn Ok-yeon)/Micuko   |

### Televíziós sorozatok
| Év        | Cím                    | Szerep                       |
| --------- | ---------------------- | ---------------------------- |
| 1997      | The Season of Puberty  |                              |
| 1998      | Inkigayo               | műsorvezető                  |
| 1998      | Fascinate My Heart     | Vang Gajong (Wang Ga-young)  |
| 1999      | Happy Together         | Szo Jundzsu (Seo Yun-ju)     |
| 2013-2014 | My Love from the Star  | Cshon Szongi (Cheon Song-yi) |
| 2016-2017 | Legend of the Blue Sea | Chung Sim                    |